# 위노트
위노트(Wenote)는 위스캔이라는 서비스 회사에서 개발한 실시간 스마트 미팅, 수업용 APP이다. Android, iOS, Windows, MAC을 지원하며 구글 플레이 스토어 추천 APP에 선정되었다. 개인 사용자는 무료로 이용할 수 있다. 

## 역사
위노트는 기업의 스마트 미팅, 학교의 스마트 수업을 위해 만들었다. 종이 없이 미팅, 수업을 할 수 있는 게 특징이다. 2013년 4월에 Android 버전이 출시되었으며, 초대 기능과 다중 문서 기능이 추가되었다. 2013년 8월에 iOS 버전을 출시한 위노트는 영문 모드를 추가했고, 채팅 기능도 추가되었다. 삼성전자와는 S/W 공급 계약을 체결했다. 2014년 1월에 Windows 버전이 출시되었으며, 3월에 Mac 버전이 출시되었다. 이후 새로운 판서 기능과 묻고 답하기, 그룹 통화(음성) 등 양방향 기능을 강화하며 학교용(Edu) 버전이 출시되었다.

## 주요 기능
- Android, iOS, PC 지원
- N스크린 지원
- 전자칠판 연동
- 그룹 회의 기능
- 코드 입력으로 미팅에 참여할 수 있는 바로가기 기능
- 판서 기능
- 양방향 음성 대화를 할 수 있는 그룹통화 기능
- 실시간 Ask Annotation(묻고 답하기) 기능
- 콘텐츠 함께보기 기능
- 공동진행 기능
- 그룹 채팅 기능
- 녹화 기능
- 초대 기능

## 활용 사례
- 2013 모바일 창업 코리아 슈퍼스타M, 2014 글로벌 스타트업 컨퍼런스에 위노트가 활용되었다.
- 은행권청년창업재단 D.CAMP에서 위노트를 활용하여 정기 강연(D.Mentor)을 진행하고 있다.
- 스마트 연구 지정학교인 서울이태원초등학교에서 위노트를 활용하고 있다.
- ICT 농어촌 교육 여건 개선 사업을 통한 스마트 교육을 진행하는 다도초등학교, 완주삼례중앙초등학교, 왕궁초등학교에서 위노트를 활용하고 있다.